# Lacapelle-Cabanac
Lacapelle-Cabanac é uma comuna francesa na região administrativa de Occitânia, no departamento de Lot. Estende-se por uma área de 8,04 km². Em 2010 a comuna tinha 168 habitantes (densidade: 20,9 hab./km²).